# NGC 6673
NGC 6673 је елиптична галаксија у сазвежђу Паун која се налази на NGC листи објеката дубоког неба.
Деклинација објекта је - 62° 17' 49" а ректасцензија 18h 45m 6,3s. Привидна величина (магнитуда) објекта NGC 6673 износи 11,6 а фотографска магнитуда 12,6. Налази се на удаљености од 13,551 милиона парсека од Сунца. NGC 6673 је још познат и под ознакама ESO 140-44, FAIR 186, AM 1840-622, PGC 62351.